# Pachysandalus
Pachysandalus is een geslacht van wantsen uit de familie van de Reduviidae (Roofwantsen). Het geslacht werd voor het eerst wetenschappelijk beschreven door René Gabriel Jeannel in 1916.

## Soorten
Het genus bevat de volgende soorten:

- Pachysandalus collaris Jeannel, 1916
- Pachysandalus orientalis Jeannel, 1916
- Pachysandalus schoutedeni Villiers, 1962